# 蕭體元
蕭體元（1498年—1578年），字善復，號溧崖，河南南陽府新野縣民籍，江西吉安府泰和縣人，明朝政治人物。

## 生平
正德十四年（1519年）己卯科河南鄉試第八十名（榜尾），嘉靖十四年（1535年）登乙未科進士。初授刑部主事，歷官刑部福建司郎中，审录山东、山西。累官直隸保定府（今河北省保定市）知府。歷升四川松潘兵备副使、甘肃行太仆寺卿。

## 家族
曾祖蕭孔資，字爱同，号归叟，曾任龍泉教諭；祖父蕭聰，字贵训，号蔽庵，曾任内黄教諭；父蕭麟，字乃祯，曾任鹽城知縣。母朱氏；繼母李氏。具庆下。弟庆元。